# Ana Golja
Muazana "Ana" Golja, född 31 januari 1996 i Mississauga i Kanada, är en kanadensisk sångerska och skådespelerska. Golja är känd för rollen som Zoë Rivas i tonårsserierna Degrassi: The Next Generation och Degrassi: Next Class och Ariana Berlin i TV-filmen Full Out. I december 2018 var hon en av programledarna i en av Albaniens största musikfestivaler, Festivali i Këngës 57.
Golja föddes 1996 i området Streetville i Mississauga till albanska föräldrar. Hon inledde sin karriär som skådespelerska 2005 i den kanadensiska polisserien 1-800-Missing. 